# Расово
Ра́сово (болг. Расово) — село в Монтанській області Болгарії. Входить до складу общини Медковець.

## Населення
За даними перепису населення 2011 року у селі проживали 1150 осіб.
Національний склад населення села:
| Національність   | Кількість осіб | Відсоток |
| ---------------- | -------------- | -------- |
| болгари          | 961            | 87,0%    |
| цигани           | 132            | 11,9%    |
| не визначились   | 9              | 0,8%     |
| Всього відповіли | 1105           |          |

Розподіл населення за віком у 2011 році:
Динаміка населення: